# Панчук Наталя Федорівна
Наталя Федорівна Панчук (нар. 23 березня 1908, Кишинів — пом. ?) — український радянський архітектор.

## З біографії
Народилася 23 березня 1908 року в місті Кишиневі (нині Молдова). 1937 року закінчила Харківський інститут комунального будівництва.

## Роботи
За проектами архітекторки здійснено планування і забудову багатьох міст Української РСР, зокрема відбудову і реконструкцію Тернополя (1951—1955, у співавторстві з Володимиром Новиковим), Чернігова, Вінниці (1948—1960), Комунарська.